# Léon Pétillon
Léon Anthonin Maria Pétillon (Esneux, 22 mei 1903 - Elsene, 1 april 1996) was een Belgisch koloniaal bewindsman. Hij was in 1958 minister van Belgisch-Congo en Ruanda-Urundi.

## Levensloop

### Studies
Pétillon studeerde rechten aan de Katholieke Universiteit Leuven en schreef zich daarna in als advocaat aan de balie van Brussel.

### Op het ministerie van Koloniën
Na enkele jaren werd Pétillon meer aangetrokken door de koloniale activiteiten van België en in april 1929 ging hij als ministerieel ambtenaar aan de slag op het ministerie van Koloniën en werd er de verantwoordelijke voor de concessies van de gronden in Belgisch-Congo en het mandaatgebied Ruanda-Urundi.
In 1932 werd Pétillon kabinetschef op het kabinet van minister Tschoffen en hoofd van de dienst financieel beheer. Om geld in te zamelen voor het noodlijdende Belgisch-Congo, dat zeer te lijden had van de Grote Depressie van de jaren 1930, werd in 1934 de Koloniale Loterij opgericht. Pétillon drukte in 1935 de wens uit om zich verdienstelijk te maken in de kolonie zelf maar het ministerie liet hier financiële expert niet vertrekken.

### In de kolonies
Pas in 1939, na de benoeming van Gaston Heenen als nieuwe minister van Koloniën, kreeg Pétillon de toelating om naar Congo te vertrekken. Hij werd er kabinetschef van gouverneur-generaal Pierre Ryckmans. Pétillon manifesteerde zich als een uitstekend diplomaat en vergezelde zowel de gouverneur-generaal als minister De Vleeschauwer tijdens hun reizen.
Na de bevrijding van Brussel in september 1944 pendelde Pétillon regelmatig tussen Brussel en Leopoldstad om de diplomatieke contacten met de kolonie te herstellen. Op vraag van de nieuwe minister De Bruyne bleef Pétillon vanaf april 1945 in Brussel om diens kabinet te gaan leiden. Ook de volgende minister Robert Godding behield Pétillon als kabinetschef.
Toen Ryckmans in 1946 bekendmaakte dat hij definitief terugkeerde naar Europa droeg Godding Pétillon voor als diens opvolger. Pétillon voelde zich er nog niet klaar voor en weigerde hierop in te gaan. Daarop werd Eugène Jungers benoemd tot nieuwe gouverneur-generaal van Belgisch-Congo. Pétillon zelf werd vicegouverneur-generaal en kreeg de taak om de administratie en het personeelsstatuut van het personeel in Afrika op punt te stellen. Na de oorlog bloeide de economie in Congo weer op en Pétillon werd verantwoordelijk voor het financieel beheer en zat de koloniale gouvernementsraad voor.
In 1949 werd Pétillon benoemd tot gouverneur-generaal van het mandaatgebied Ruanda-Urundi. Hij werkte een economisch en een sociaal ontwikkelingsplan uit voor het gebied. In 1952 werd hij benoemd tot opvolger van gouverneur-generaal Jungers in Belgisch-Congo. Tijdens zijn bewind begon het onafhankelijkheidsgevoel van de Congolese nationalisten zich te manifesteren. Vanaf 1956 werden de eisen van de nationalisten steeds nadrukkelijker. Beslissingen die in Leopoldstad werden genomen om deze eisen deels tegemoet te komen, werden pas na lang aandringen in Brussel door minister Buisseret bekrachtigd. De relatie tussen Pétillon en Buisseret zakte daardoor tot een dieptepunt.

### Als minister van Belgisch-Congo en Ruanda-Urundi
In de Regering-G. Eyskens II die in juni 1958 werd gevormd werd Pétillon, die geen parlementslid was, de nieuwe Minister van Belgisch-Congo en Ruanda-Urundi. Als gouverneur-generaal werd hij opgevolgd door Hendrik Cornelis. Pétillon vormde onmiddellijk na zijn installatie een werkgroep onder leiding van August de Schryver die alle verlangens van de Congolezen en de Belgen in Congo verzamelde en hieruit een politiek hervormingsplan voor de kolonie moest opstellen. De minderheidsregering van Eyskens werd na enkele maanden uitgebreid met de Liberale Partij en Pétillon werd als minister vervangen door Maurits Van Hemelrijck. Op vraag van deze laatste bleef Pétillon actief in de werkgroep als verslaggever. Op 20 december 1958 werd het rapport voorgesteld waarna hij zich uit het openbare leven terugtrok. Met pijn in het hart zag hij de onafhankelijkheidsstrijd losbarsten.

## Werk
Na zijn loopbaan schreef Pétillon drie werken over zijn koloniale activiteiten:
- Témoignage et réflexions (1967)
- Courts métrages africains. Pour servir à l'histoire (1979)
- Récit. Congo 1929-1958 (1985)
- Archief Léopold Petillon, Koninklijk museum voor Midden-Afrika

- Bibliothèque nationale de France: cb13166382f (data)
- CiNii: DA15826332
- Gemeinsame Normdatei: 119411369
- International Standard Name Identifier: 0000 0000 7818 5907
- Library of Congress Control Number: n80131672
- Nationale Bibliotheek van Israël: 987007277613005171
- Nederlandse Thesaurus van Auteursnamen: 072229594
- Réseau des bibliothèques de Suisse occidentale: 02-A003719083
- Système universitaire de documentation: 086702130
- Trove: 1088608
- Virtual International Authority File: 51718360
- WorldCat: E39PBJgXhd7TxKvFrbgBkrKTpP